# 예념미타도량참법 권7
예념미타도량참법 권7(禮念彌陀道場懺法 卷七)은 대구광역시 달서구, 동산도서관에 있는 고려시대의 목판본 책이다. 2001년 8월 3일 대한민국의 보물 제1320호로 지정되었다.

## 개요
참법이란 경전을 읽으면서 죄를 참회하는 불교 의식을 말하며, 서방 극락정토의 아미타불을 대상으로 삼는 것을 미타참법이라고 한다. 서방 극락정토에서 왕생하는 것을 바라는 신앙인들이 많아 삼국시대부터 크게 성행하였다.
예념미타도량참법은 아미타불에게 지극한 마음을 갖고 여러 가지 지은 악업을 참회하는 법회의 절차를 수록한 책이다.
이 책은 고려 우왕 2년(1376)에 간행된 것으로 책 끝에는 박면타(朴免妥)가 쓴 발문이 있고, 다음으로 간행에 참여한 이단(李端) 등의 이름이 적혀 있으며, 시주를 담당한 상당군 한중례(韓仲禮), 완산군부인 최씨, 상당군부인 정씨 등의 이름이 보인다. 희귀한 판본으로 문화재적 가치가 높다.

## 참고 자료
- 예념미타도량참법 권7 - 국가유산청 국가유산포털